# Parectopa clethrata
Parectopa clethrata là một loài bướm đêm thuộc họ Gracillariidae. Nó được tìm thấy ở Nam Úc.